# Iwona Kienzler
Iwona Kienzler (ur. 1 stycznia1956 w Kaliszu) – polska pisarka literatury faktu i popularnonaukowej oraz popularyzatorka historii. Głównym tematem jej twórczości jest udział kobiet w wydarzeniach historycznych.

## Życiorys
Iwona Kienzler urodziła się 1 stycznia 1956 w Kaliszu. W 1980 roku ukończyła Akademię Ekonomiczną w Poznaniu na kierunku Ekonomika i Organizacja Handlu Zagranicznego, ponieważ interesowały ją języki obce oraz podróżowanie. Po studiach znalazła pracę w sektorze handlu. W 1989 roku Kienzler znalazła pracę jako tłumacz, a potem w 1992 roku związała się z firmą IVAX sp. z o.o. Biuro Tłumaczeń i Wydawnictw na stanowisku prezesa.
Na początku kariery literackiej opracowywała słowniki i leksykony, tematycznie zgodne ze zdobytym wykształceniem. Pisała również repetytoria językowe. Kiedy zaczęła czytać reportaże i artykuły poświęcone historii Polski zauważyła, że najrzadziej podejmowanym tematem były historie kobiet. Postanowiła opisać kobiecą stronę dziejów, opierając się na źródłach historycznych. Jej prace poświęcone tej tematyce od 2011 r. wydaje wydawnictwo Bellona.

### Życie prywatne
Jest zamężna. Mieszka w Gdyni.

## Twórczość (wybór)

### Pozycje popularnonaukowe
- Violetta Villas. Baśń bez happy endu (2025)
- Miłości powstańcze (2024)
- Bruderferajn. Tajemnice wileńskich Żydów (2024)
- Karol III. Król ekscentryk (2024)
- Elżbieta I. Królowa dziewica, jej rywalki i faworyci (2023)
- Elżbieta II. Niezwykła królowa (2022)
- Niezwykłe kobiety w nauce (2022)
- Maria Konopnicka. Rozwydrzona bezbożnica (2022)
- Cudzoziemskie żony i matki władców Polski (2021)
- Kobiety ze słynnych polskich obrazów. Boskie, natchnione, przeklęte (2020)
- Waleczne kobiety roku 1920 (2020)
- Kobiety wojowniczki (2020)
- Polki. Władczynie Europy (2019)
- Kobiety niepodległości. Bohaterki, żony, powiernice (2018)
- Piastowie od Mieszka do Kazimierza. Miłość i władza (2018)
- Księżna Diana. Miłość, zdrada, samotność (2017)
- Caryca Katarzyna i król Stanisław. Historia namiętności (2017)
- Jagiellonowie. Miłosne sekrety dynastii (2017)
- Marysieńka i Sobieski. Wielka Miłość (2017)
- W oparach absyntu. Skandale Młodej Polski (2017)
- Kronika w PRL. Humor w PRL (2016)[7]

### Inne
- kryminał Porachunki (2024)
- Pisma i umowy w firmie (2018)
- Dictionary of Economic Terms. Baking. Finance. Law. Słownik terminologii gospodarczej. Bankowość. Finanse. Prawo. English-Polish Polish-English (2018)
- Słownik turystyki i hotelarstwa. Niemiecko-Polski Polsko-Niemiecki (2018)
- Gramatyka. Język angielski. Teoria, przykłady i ćwiczenia
- Ukryte skarby Polski (2016)
- Niemiecki. Korespondencja handlowa (2015)

- Niemiecki. Wzory pism (2015)[7]